# NGC 6207
NGC 6207 este o galaxie spirală situată în constelația Hercule. A fost descoperită în 16 mai 1787 de către William Herschel. Se află la o distanță de 16 megaparseci de Pământ.